# Prawo merkantylne
Merkantylne prawo (ang. mercantile law) - dawna nazwa prawa handlowego. W państwach common law nie stanowiło oddzielnej gałęzi prawa, w przeciwieństwie do państw, których system prawny oparty był na wzorcu rzymskim.
Bibliografia
- Roger Scruton, Słownik myśli politycznej, Poznań 2002.